# SS-Oberschütze

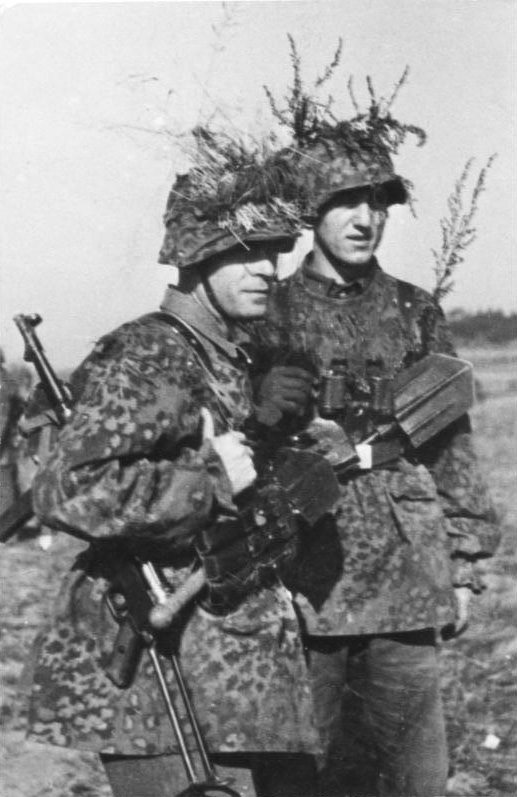
SS-Oberschützen mit MP 40 und Feldspaten in Tarnkleidung

Der SS-Oberschütze (kurz: Oschü; Ansprache: Oberschütze) war im Deutschen Reich von 1940 bis 1945 der zweitniedrigste Rang der Dienstgradgruppe der Mannschaften der Waffen-SS.

## Ursprung
Mit der Verordnung des Chefs der Heeresleitung in der Reichswehr vom 6. Dezember 1920 wurde die Bezeichnung Schütze als unterster Mannschaftsdienstgrad in den Landstreitkräften zunächst bei der Infanterie und später in den entstehenden Panzertruppen, dort Panzerschütze, eingeführt. Der folgende Rang war Oberschütze.

Mit der Übernahme von Rangbezeichnungen der Wehrmacht durch die Waffen-SS wurde die Rangbezeichnung SS-Oberschütze abgeleitet. In der Sturmabteilung (SA) und der Allgemeinen SS hingegen gab es kein ranggleiches Äquivalent.

## Waffen-SS
Ein SS-Schütze (auch SS-Panzergrenadier oder SS-Pionier) der Waffen-SS konnte nach einer Mindestdienstzeit von sechs bis zwölf Monaten zum SS-Oberschützen befördert werden.
Bei den Abbildungen werden die Rangabzeichen oder Dienstgradabzeichen gezeigt, die als Schulterstücke, Kragenspiegel und Ärmelabzeichen getragen wurden. Die Kragenspiegel wurden an der feldgrauen Uniformjacke der Waffen-SS oder der grauen Feldbluse getragen. In der SS-Verfügungstruppe, der Vorläuferorganisation der Waffen-SS, war die Bezeichnung SS-Anwärter oder auch Staffelanwärter als Sammelbezeichnung für SS-Freiwillige während ihrer ersten drei Dienstjahre. Der Terminus umfasste auch SS-Bewerber der Allgemeinen SS, die noch nicht vom Reichsführer SS Heinrich Himmler als Vollmitglieder in die SS übernommen worden waren. Nach 1940 wurde innerhalb der Waffen-SS nur noch die Bezeichnung SS-Oberschütze bzw. SS-Oberschütze verwendet.

## Rangfolge und Insignien
Dieser SS-Rang war dem Oberschützen der Wehrmacht gleichgestellt. Die Paspelierung der Schulterstücke war in der für Mannschaften der Waffen-SS festgelegten Waffenfarbe gehalten.
| Dienstgrad                                                  |                        |                     |
| niedriger: SS-Schütze (auch SS-Panzergrenadier, SS-Pionier) | SS-Oberschütze (Oschü) | höher: SS-Sturmmann |

Rangabzeichen SS-Oberschütze (Waffen-SS)
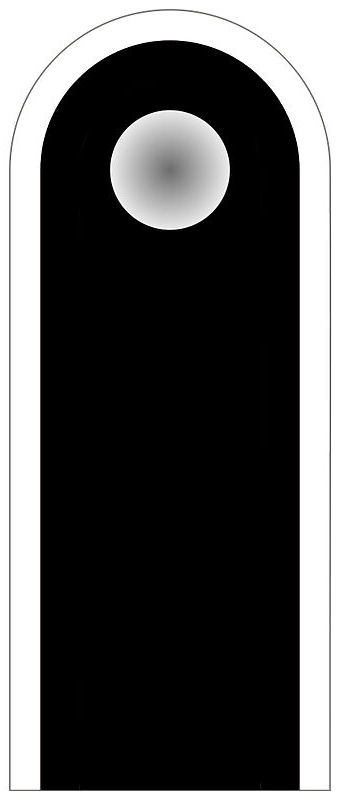
Schulterstück (für alle Mannschaften der Waffen-SS gleich)
Kragenspiegel (für SS-Schütze und SS-Oberschütze gleich)
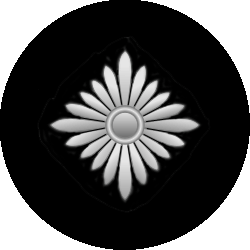
Ärmelabzeichen (linker Oberarm)
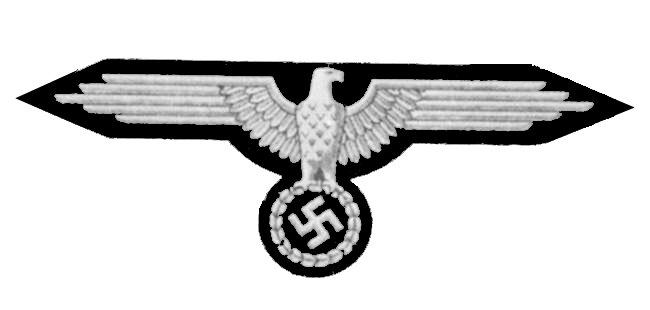
Hoheitsabzeichen (linker Oberarm, oberhalb Oschü-Ärmelabzeichen)